# Гудисън Парк
Гудисън Парк е стадион в английския град Ливърпул. Това е официалният стадион на ФК Евертън от построяването му през 1892 и е един от най-старите футболни стадиони в света. Стадионът е построен в жилищен район, обслужван от железопътен и автобусен транспорт, на 3 км от центъра на града.
Гудисън Парк не е претърпявал промени през годините и има капацитет от 40 157 седящи места. Приемал е повече топ мачове от всеки един стадион в Англия. Гудисън Парк е приемал максималния брой мачове от лигата от създаването на Висшата лига през 1992 г.
Освен че на него се състоят мачовете на Евъртън, стадионът е домакинствал на финал за ФА Къп, както и на международни мачове, сред които и няколко от Мондиал 1966. Рекордът за посещаемост на женски футбол е поставен на Гудисън през 1920 г. Това довело до забраната на женския футбол от Футболната асоциация за период от 50 години, защото това заплашвало мъжките мачове.